# Boda-no-nes
Boda-no-nes fou un estat tributari protegit de l'agència de Kathiawar, presidència de Bombai. Estava format per un sol poble. Els governants eren kamalies ahirs. La població era de 136 habitants. Pagava tribut al Gaikwar de Baroda i al nawab de Junagarh.